# Alain Colas
Alain Colas (* 16. September 1943 in Clamecy (Nièvre); † 16. November 1978) war ein französischer Skipper. Er ist der Erste, der mit einem Mehrrumpfboot erfolgreich die Erde umsegelte. Er kam auf See vor der Küste der Azoren um.

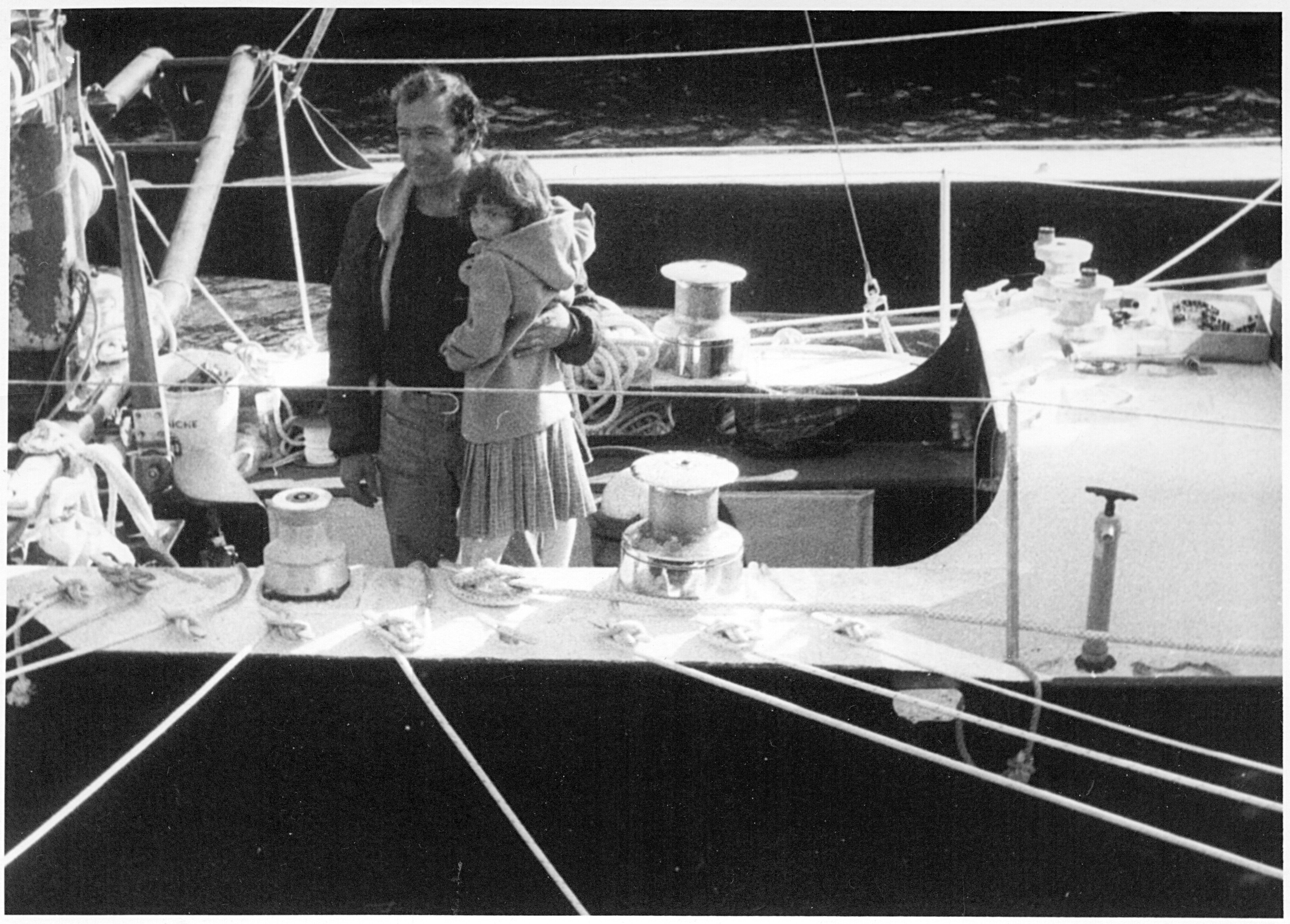
Alain Colas im Cockpit der Manureva, einige Tage vor dem Start zur ersten Route-du-Rhum-Regatta (1978)

## Leben
Alain Colas wurde am 16. September 1943 in Clamecy geboren, wo sein Vater die städtische Keramikfabrik leitete. Er ging in Vanves und Auxerre zur Schule bis zum französischen Abitur 1961, danach studierte er ein Jahr in Dijon und später an der Sorbonne das Fach Englisch.
1966 ging er nach Australien, wo er an dem St John’s College französische Literatur lehrte. Dort kam er erstmals in der Bucht von Sydney mit dem Segeln in Berührung. 1967 traf er Éric Tabarly, der an der Sydney-Hobart-Regatta teilnahm. Tabarly bot ihm einen Platz auf seinem Boot Pen Duick III für eine Passage bis nach Neukaledonien an. Colas war vom Hochseesegeln so angezogen, dass er seinen Lehrjob aufgab. Im Mai 1968 traf er in Lorient Tabarly wieder, der dort für eine Einhand-Transatlatik-Regatta ein Experimental-Mehrrumpfboot, Pen Duick IV, entworfen von dem französischen Architekten André Allègre, vorbereitete. Colas verbrachte die ganze Segelsaison 1968–1969 mit Tabarly und lernte dabei das Hochseesegeln von Grund auf. Gleichzeitig veröffentlichte er erste Berichte über das Segeln.
1970 kaufte er Tabarly mit finanzieller Unterstützung seiner Familie und den Einnahmen aus Vorträgen die Pen Duick IV ab. Er segelte die Sydney-Hobart-Regatta als nicht-offizieller Teilnehmer mit, um Erfahrung und Kenntnisse mit seinem Boot zu sammeln. Danach segelte er nach Tahiti, schrieb mehrere Berichte über die polynesische Inselwelt und lernte Anfang 1971 die Tahitianerin Teure Krause kennen, mit der er im weiteren Zusammenleben drei Kinder hatte.

## Die Siege
Am 17. Juni 1972 startete er von Plymouth auf Pen Duick IV zur vierten englischen Transatlantik-Einhand-Regatta und erreichte am 8. Juli 1972 als Sieger Newport in den USA, wobei er den alten Rekord mit einer Zeit von 20 Tagen, 13 Stunden und 15 Minuten weit unterbot. Frankreich entdeckte in ihm einen neuen sympathischen Segel-Helden auf eigenwilliger Strecke.
Sein nächstes Ziel war es, die erste Weltumseglung einhand mit einem Mehrrumpfboot zu starten. Dazu wurde die Pen Duik IV, inzwischen in Manureva (polynesisch für „Reisevogel“) umbenannt, baulich den schwierigen See- und Wetterverhältnissen der südlichen Hemisphäre angepasst. Er startete am 8. September 1973 von Saint-Malo, wo er am 28. März 1974 die Ziellinie überquerte und den alten Rekord von Sir Francis Chichester um 32 Tage unterbot.
Parallel zu diesem Rennen lief das erste Whitbread-Rennen, ein Einrumpfboot-Mannschafts-Rennen. Man hat seitdem Colas vorgeworfen, er hätte sein Timing so gesteuert, um von dem medialen Rummel um das Whitbread-Rennen zu profitieren, obwohl sein Boot als Mehrrumpfboot anderen Kriterien unterworfen war und ein höheres Geschwindigkeitspotential hatte. Für Éric Tabarly wurde mit der Pen Duik VI übrigens dieses Whitbread-Rennen ein Fiasko, er musste aufgeben und es gab eine große Diskussion in Frankreichs Segler-Szene über den Einsatz von Uran als Ballast auf der Pen Duik VI; diese Polemik zugunsten von Colas als neuem Segelhelden führte zu einer dauernden Entfremdung zwischen Tabarly und Colas.
1975 plante und begann Colas die Konstruktion des Viermasters Club Méditerrannée, einem Boot von 72 Meter Länge, das mit neuester Technologie ausgerüstet, an dem Trans-Atlantik-Rennen einhand 1976 teilnehmen sollte. Am 19. Mai 1975 erlitt er einen schweren Unfall an Bord der Manureva, bei dem sein rechtes Fußgelenk durch eine Ankerleine der Manureva abgetrennt wurde. Nach 22 Operationen gelang es, seinen Fuß zu retten, und Colas konnte den Baufortschritt von seinem Krankenhausbett verfolgen. Am 15. Februar erfolgte der Stapellauf in Toulon. Der Start des Rennens war am 5. Juni 1976 und Colas lief am 29. Juni 7 Stunden und 28 Minuten nach Tabarly, seinem vehementen Gegner, in Newport ein. Da er wegen technischer Probleme, bedingt durch schweres Wetter, einen Zwischenstopp in Terre Neuve einlegen musste, wurde Colas mit einer Strafe auf den fünften Platz versetzt.
1976–1977 war er mit der Club Méditerranée als Repräsentant der französischen Segelkultur in den USA und in Frankreich unterwegs.

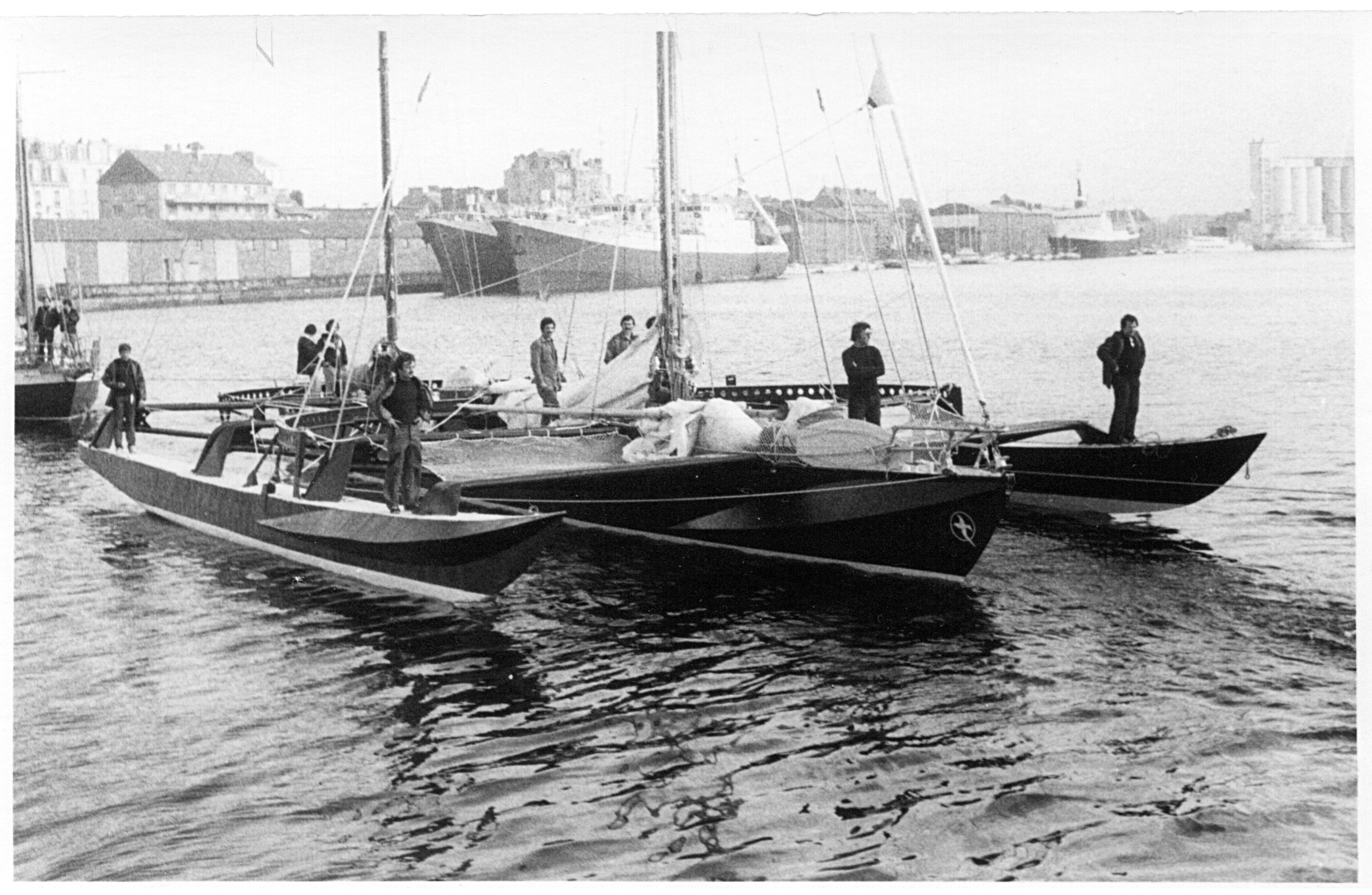
Der Trimaran Manureva einige Tage vor dem Start

1978 nahm Colas auf dem „alten“ Boot Manureva, einem Trimaran, an seinem letzten Rennen teil: Gestartet wurde am 5. November zu der ersten Route du Rhum. Sein letztes Funk-Lebenszeichen stammte vom 16. November 1978 auf der Höhe der Azoren. In den nachfolgenden Tagen entwickelte sich in diesem Seegebiet ein Orkan, der Alain Colas mit 35 Jahren offenbar das Leben kostete, möglicherweise auch bedingt durch die Konstruktion der Manureva, die im Gegensatz zu modernen Booten in Kompositbauweise noch in AG4-Aluminium gebaut und nicht unsinkbar war.

## Nachwirkung und Verbleib seiner Boote
Alain Colas war ein angesehener Segler, der es verstand, Medien und Mäzene für diesen Sport zu begeistern. Sein Viermast-Segler Club Méditerranée war technologisch seiner Zeit weit voraus, es gab an Bord Nutzung von Wind-, Sonnen- und Wasserenergie, Satellitenpositionsbestimmung, einen Vorläufer von GPS und einen Großrechner.
1980 kaufte Bernard Tapie die verlassene Club Méditerranée, renovierte sie und setzte sie unter dem Namen Phocéa wieder in Dienst.
Das Verschwinden von Alain Colas inspirierte 1979 Serge Gainsbourg zum Lied „Manureva“. Sein Name wurde in Frankreich an verschiedene Schulen, Straßen und Plätze vergeben.

## Ehrungen
- Prix Guy Wildenstein de l'Académie des sports (1972)
- Prix André de Saint-Sauveur de l'Académie des sports (1975)

## Bibliografie
- Alain Colas, Un tour du monde pour une victoire, Arthaud, 1972, 312 p.
- Alain Colas, Cap Horn pour un homme seul, Flammarion, 1977, 269 p.
- Jean-Paul Aymon, Patrick Chapuis, Gilles Pernet, Colas Terlain Vidal Tiercé de la mer, Paris, Solar, 1972, 254 p.
- Jean-Paul Aymon, Alain Colas la mer est son défi, Fernand Nathan, 1977, 96 p.
- Alain Colas Manureva ne répond plus..., Paris, Sipe, 1978, 96 p.